# Villa Romana di San Biagio
Die Villa Romana di San Biagio ist eine römische Villa auf der Insel Sizilien. Sie liegt im Ortsteil San Biagio der Gemeinde Terme Vigliatore in der Metropolitanstadt Messina. 
Die Villa wurde im 2. Jahrhundert auf den Resten einer früheren Villa errichtet. Die Villa ist um ein Peristyl herum errichtet, das auf jeder Seite acht Säulen aufweist. Besonders gut erhalten sind die Wand- und Fußbodenkonstruktionen zur Beheizung der Therme.